# Chris Dekker
Chris Dekker (Koog aan de Zaan, le 6 décembre 1945) est un ancien joueur de football néerlandais devenu entraîneur.

## Biographie

### Carrière en club

#### Débuts aux Pays-Bas
Chris Dekker commence le football avec le « KFC », le club de sa ville natale de Koog aan de Zaan. Il rejoint ensuite le "FC Zandstreek" qui, en 1967, fusionne avec son voisin du "Alkmaar '54" pour former l'AZ 67 Alkmaar au 2e niveau néerlandais, appelé "Eerste Divisie".
En 1972, avec l'AZ 67, Dekker termine vice-champion et monte en Ere Divisie, l'élite du football batave.
En 1970, Dekker passe à Nimègue dans les rangs du NEC, mais il n'y reste qu'une saison pour ensuite jouer sous le maillot du DWS Amsterdam. En 1972, le "DWS" poursuit ses activités au niveau amateur en s'orientant sur la formation des jeunes. Sa section professionnelle fusionne avec le club "De Volewijckers" et prend le nom de FC Amsterdam et joue au Stadion De Meer. Bien en vue dans l'équipe qui termine 5e en 1974, Dekker est appelé en sélection nationale. Il participe avec le FC Amsterdam à la Coupe de l'UEFA, inscrivant un but contre l'équipe maltaise d'Hibernians.
Dans le courant de la saison 74-75, Dekker quitte la cité amstellodamoise pour le MVV. La réussite sportive n'est pas au rendez-vous car le cercle mosan est relégué en "Eerste Divisie" en 1976. Chris Dekker participe à la saison suivante où le MVV échoue de peu dans sa tentative de réintégrer l'élite (3e).

#### Charleroi
Dekker choisit alors de tenter l'aventure à l'étranger et signe au Sporting de Charleroi. Il passe cinq saisons chez les "Zèbres", disputant une finale de Coupe de Belgique lors de sa première campagne. La suite est moins folichonne en termes de résultats car le matricule 22 du football belge est cantonné dans le ventre mou du classement. 
Le Hollandais fait l'objet d'un "prêt exotique" de quelques mois au Seiko Hong Kong en 1980 alors que le "RCSC" est relégué en D2 belge. Chris Dekker participe au championnat de D2 belge 81-82 avec Charleroi quand le club échoue aux portes du tour final (6e).
Le bilan de la carrière de Chris Dekker en Belgique s'élève à 108 matchs joués en championnat, pour sept buts marqués.

#### Retour au pays
Dekker opte alors pour un retour sur ses terres natales, où il joue pendant quatre années. Après une saison au Sparta Rotterdam (7e en Ere Divisie), il termine sa carrière de joueur par trois exercices au Fortuna Sittard.
En 1983, Sittard gagne le droit de retrouver l'élite nationale. Le cercle déroche la 7e place en 1984 et en 1985. En 1984, avec Chris Dekker comme capitaine, le Fortuna joue la finale de la KNVB-Beker mais s'incline (1-0) devant Feyenoord. Celui-ci étant champion, Dekker et Sittard sont qualifiés pour la Coupe des Coupes 84-85, où ils atteignent les quarts de finale.

### Carrière internationale
Chris Dekker est capé une fois avec les Oranjes qui se préparent pour la Coupe du Monde '74. Lors d'un match amical contre l'Autriche, le 27 mars 1974, il remplace Johan Neeskens. Dekker n'est toutefois pas repris dans la sélection qui dispute le mondial allemand où son pays atteint la finale.

### Carrière d'entraîneur
Dès la fin de sa carrière de joueur, Chris Dekker enfile le costume d'entraîneur. Il débute avec des équipes de jeunes de son dernier club, le Fortuna Sittard, où il officie jusqu'en 1991.
Il accepte alors son premier poste d'entraîneur principal au EVV Eindhoven, qui milite en Eerste Divisie. Sittard le rappelle au bout d'une saison pour succéder à Georg Kessler. Au terme du championnat 92-93, il termine 14e et doit disputer la "Nacompetitie", des barrages pour tenter d'assurer son maintien. Une défaite à Heerenveen (2-0) sonne le glas des espoirs de Dekker et de Sittard, renvoyés au 2e niveau. La saison suivante, en "Eerste Divisie", les résultats ne sont pas extraordinaires. Dekker est remercie en début d'année 1994 et remplacé par son assistant, Drik "Cookie" Voorn.
Chris Dekker s'expatrie alors aux Emirats avec le club d'Al-Jazira. Pour la saison 1995-1996, il est engagé par le FC Den Bosch en "Eerste Divisie". Avec de jeunes promesses comme Ruud van Nistelrooij et Anthony Lurling, il connaît une saison positive en décrochant une place pour les Plays-offs. Hélas pour eux, les "Blue White Dragons" ne peuvent faire mieux qu'une 4e et dernière place, dans une poule remportée aisément par Volendam.
Dekker ne prolonge pas son bail de "T1" et se voit engagé comme "Responsable de la formation" au Feyenoord Rotterdam, où il reste pendant trois ans.
En 2000, Dekker reprend la direction du Golfe persique, et officie comme sélectionneur des U17 qataris.
Deux ans plus tard, le natif de Koog aan de Zaan redevient entraîneur principal, cette fois-ci au RBC Roosendaal, qui vient de faire l'ascenseur "D1-D2-D1". En Ere Divisie 2002-2003, Dekker propose un football offensif avec des éléments comme Nordin Wooter, Henk Vos, Geert den Ouden et le gardien Maikel Aerts. Le club étonne les observateurs et se situe bien au-dessus de la zone dangereuse. Pourtant, Dekker est mis sur la touche pour "cause de mauvaises relations avec le groupe de joueurs". Il rebondit rapidement en signant le mois suivant au Sparta Rotterdam.
Mais ni avec le Sparta (relégué en Eerste Divisie l'année précédente) où il termine la saison 2002-2003, ni au Fortuna Sittard qui l'engage comme "T1" de 2004 à 2006, Dekker ne parvient à obtenir de résultats probants et ce d'autant que le club limbourgeois entre dans une période de sérieux soucis financiers.
S'il se retire du football professionnel, Chris Dekker reste cependant proche des terrains car il est actif auprès de son club d'origine, le "Koog aan de Zaan FC".

## Palmarès et faits marquants
- Vice-champion d'Eerste Divisie en 1972 avec l'AZ 67 Alkmaar, et en 1984 avec le Fortuna Sittard
- Finaliste de la Coupe de Belgique en 1978 avec le R. Charleroi SC.
- Finaliste de la Coupe des Pays-Bas en 1984 avec le Fortuna Sittard.